# John Herapath
John Herapath (Bristol, 30 maggio 1790 – Catford Bridge, 24 febbraio 1868) è stato un fisico e astronomo inglese che ha dato un resoconto parziale della teoria cinetica dei gas nel 1820, anche se è stato trascurato dalla comunità scientifica dell'epoca. Era cugino del chimico William Herapath e di William Bird Herapath, il medico che scoprì l’erapatite.
Gli interessi scientifici di Herapath iniziarono con il tentativo di fornire una spiegazione meccanicistica della gravità. Motivato dalla sua ricerca di una spiegazione meccanica della gravitazione, iniziò a considerare come un sistema di particelle in collisione potesse dare origine ad un'azione a distanza. Nel considerare l'effetto delle alte temperature vicino al sole sulle sue particelle gravitazionali, fu portato ad osservare una relazione tra la temperatura e la velocità delle particelle.
Herapath ha postulato che il momento di passaggio di una particella in un gas è una misura della temperatura assoluta del gas. Egli ha usato la quantità di moto, piuttosto che l'energia cinetica su cui si basa la teoria stabilita successivamente, poiché gli sembrava di evitare alcune difficoltà circa la possibilità di collisioni elastiche tra atomi indivisibili. Apparentemente ignorante dell'opera di Daniel Bernoulli, è stato condotto ad un rapporto scorretto, ma suggestivo, che esprime il prodotto della pressione P e del volume V come proporzionale al quadrato della sua temperatura reale. Il corretto rapporto è proporzionale alla temperatura assoluta, non al suo quadrato; l’errore derivante dalla sua identificazione della quantità di moto, piuttosto che dell'energia, con la temperatura.
Herapath morì a Catford Bridge, Lewisham il 24 febbraio 1868 e fu sepolto nel West Norwood Cemetery.

## Articoli pubblicati
- (EN) John Herapath, On the physical properties of gases, in Annals of Philosophy, Robert Baldwin, 1816,  pp. 56-60.

Ha presentato le sue idee in un documento alla Royal Society nel 1820 dove è stato sottoposto a revisione da parte di Sir Humphry Davy. Davy aveva già solidale con l'opinione che il calore fosse associato al movimento molecolare piuttosto che alla teoria calorica del calore di Joseph Black, ma ha respinto il saggio di Herapath con una certa freddezza, a disagio con l'implicazione che vi era uno zero assoluto di temperatura alla quale ogni movimento è cessato. Davy potrebbe anche aver avuto un certo disgusto per il quadro meccanicistico newtoniano, influenzato dalla filosofia più olistica del movimento romantico.
- (EN) John Herapath, On the Causes, Laws and Phenomena of Heat, Gases, Gravitation, in Annals of Philosophy, vol. 9, Baldwin, Cradock, and Joy, 1821,  pp. 273–293, ISSN 0365-4915 (WC · ACNP), LCCN 02024556.

James Prescott Joule ha presentato un breve resoconto dell'opera nel 1848. Nel frattempo, Herapath ha mantenuto una campagna contro Davy e la Royal Society nelle pagine di corrispondenza del quotidiano The Times.

## La Grande Cometa del 1831
Il 7 gennaio 1831 Herapath era a Hounslow Heath quando vide una cometa. A causa della sua brillantezza è stata categorizzata come grande cometa. La stessa fu osservata anche da Thomas Glanville Taylor all'Osservatorio di Madras.

## The Railway Journal
Nel 1835 Herapath divenne redattore del The Railway Magazine, che subì quattro cambiamenti di nome durante gli anni del boom delle ferrovie per diventare Herapath's Railway Journal nel gennaio 1894. Oggi si chiama Railway Gazette International e non deve essere confusa con l'attuale The Railway Magazine, la cui pubblicazione è iniziata nel 1897. Questo gli diede qualche limitata possibilità di pubblicare le sue idee scientifiche. Nel 1836 pubblicò un calcolo della velocità molecolare media in un gas basato sulla sua teoria cinetica e quindi sulla velocità del suono. Joule ha riprodotto i suoi risultati ma di solito viene erroneamente accreditato come l'autore.
I cambiamenti di nome della rivista sono stati i seguenti:
- The Railway magazine (maggio 1835 - febbraio 1836)
- The Railway magazine and annals of science (marzo 1836 - agosto 1839)
- The Railway magazine and steam navigation journal (marzo 1839 - agosto 1839)
- The Railway magazine and commercial journal (17 agosto 1839 - dicembre 1840)
- Herapath's railway magazine, commercial journal, and scientific review (gennaio 1841 - dicembre 1842)
- Herapath's railway and commercial journal (gennaio 1843 - dicembre 1845)

Le edizioni dal 1839 al 1895 possono essere consultate negli Archivi Nazionali e diversi numeri sono disponibili anche in formato elettronico, ad esempio 1837, 1836-1839 e altri sono consultabile su Google libri.

## Lavori successivi
Negli anni quaranta del XIX secolo rivede le sue teorie, in gran parte basate sul lavoro sperimentale di Thomas Graham e Henri Victor Regnault.
- (EN) John Herapath, Mathematical physics; or, The mathematical principles of natural philosophy: with a development of the causes of heat, gaseous elasticity, gravitation, and other great phenomena of nature., Londra, Whittaker & co., 1847.